# Un conte de Michel de Montaigne
Un conte de Michel de Montaigne è un mediometraggio del 2013 diretto da Danièle Huillet e Jean-Marie Straub ispirata a un racconto di Michel de Montaigne.

## Trama
Viene mostrato il parallelismo fra il XVI secolo e il XXI secolo, visti come periodi di transizione privi di certezze. Basandosi sul racconto di Montaigne, viene mostrato come quello che è doloroso o minaccioso si rileva poi essere un'esperienza.